# Delospilopterus orthopeus
Delospilopterus orthopeus är en insektsart som beskrevs av Stiller 2001. Delospilopterus orthopeus ingår i släktet Delospilopterus och familjen dvärgstritar. Inga underarter finns listade i Catalogue of Life.